# Stazione di Coniston
La stazione di Coniston è una stazione ferroviaria della dismessa Coniston Railway.

## Storia
La linea ferroviaria che portava a Coniston fu autorizzata dal Parlamento nel 1857 ed aperta il 18 giugno 1859.
L'edificio della stazione fu disegnato dall'architetto Edward Graham Paley in stile chalet svizzero. 
La stazione fu sottoposta a lavori di ampliamento, protrattisi dal 1888 al 1892, che costarono 4.000 sterline. La tettoia ferroviaria fu raddoppiata in lunghezza e il magazzino merci fu allargato. La terza banchina fu costruita nel 1896 al costo di 750 sterline.
La stazione fu chiusa al traffico passeggeri nel 1958 rimanendo attiva come scalo merci fino al 1962, anno della chiusura definitiva.
La stazione fu infine abbandonata e lasciata decadere.